# バッティカロア
バッティカロア（タミル語: மட்டக்களப்பு、シンハラ語: මඩකලපුව、英語: Batticaloa）は、スリランカの東部州バッティカロア県の都市である。バッティカロア県の県都であり、市内には東部大学があり、また商業都市としても知られている。スリランカの東海岸に位置しており、州都トリンコマリーから南東に111km、都市はセイロン島本体から連なる島状の地形上に位置している。

## 地理
バッティカロアはスリランカ東海岸の中央付近、インド洋に面した沿岸部の平坦な平野上に位置している。平均標高は約5m。 バッティカロアで最も風光明媚な場所はラグーンである。バッティカロア県にはバッティカロア・ラグーン、バルチェナイ・ラグーン、Vakariラグーンの3つのラグーンが存在するが、バッティカロア・ラグーンはこれらの中で最も大きいもので、北はPankudaweli、南はカルムナイまで南北に56km、面積では162km2にも達する。

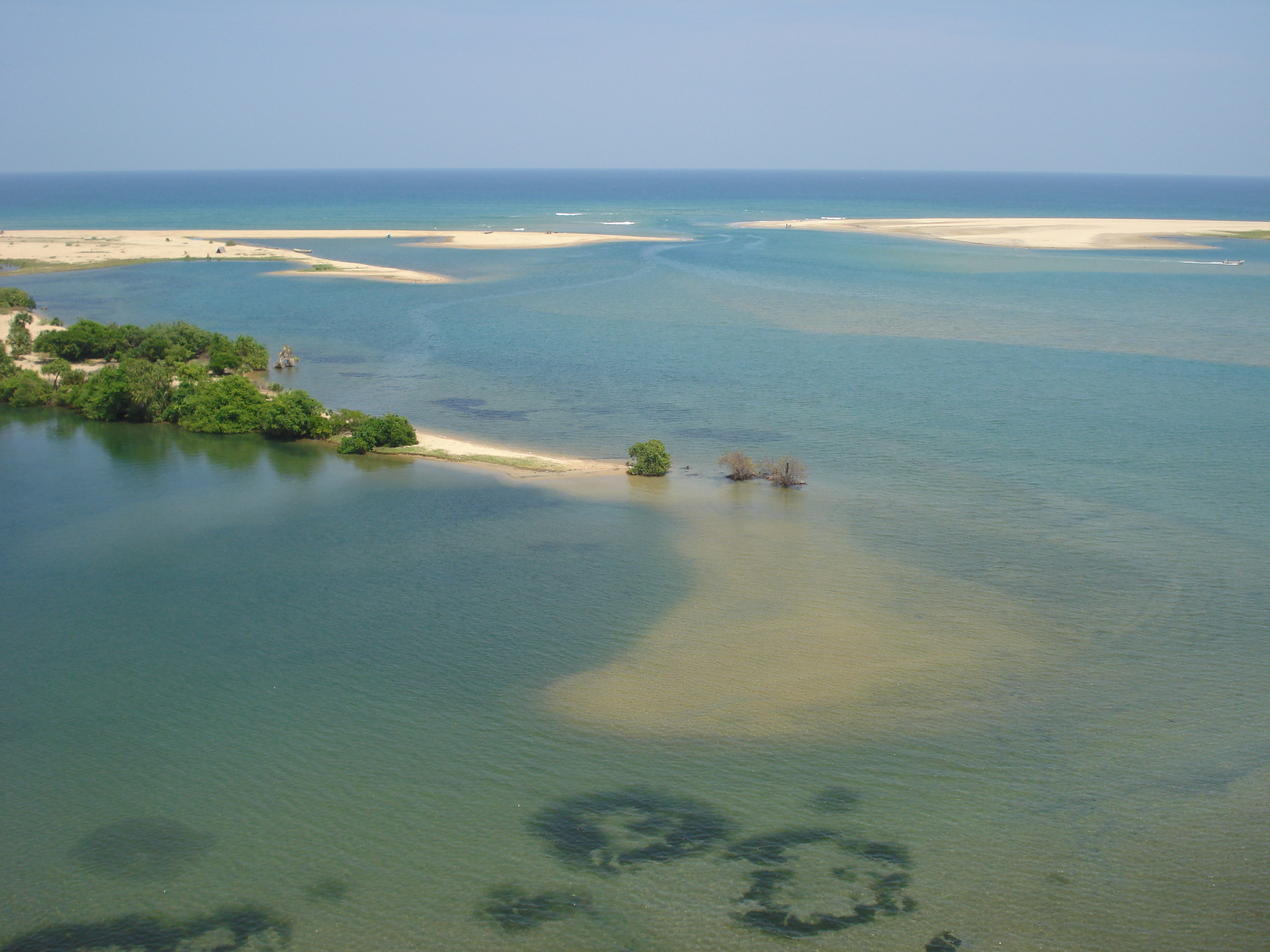
バッティカロア・ラグーン

ラグーン内にはPuliayantheevu、Buffaloa、Boneといったいくつもの島があり、ラグーンにかけられた多くの橋がこれらの島々と陸地とを結んでいる。Puliayantheevuは市街地のある地区である。カラディ地区に最大の橋が設置されており、県の南側から都市へのアクセスを提供している。この橋はシンギング・フィッシュと呼ばれる満月の日にカラディ・ラグーンから音が聞こえる現象でも有名である。
バッティカロアのビーチは都市から近隣まで海岸沿いに4kmほど存在する。カラディ・ビーチは都市の住民が多く集まる穏やかな海辺である。バッティカロアの近郊にはパシクダーとカルクダーというさらに名高いビーチも存在する。

### 気候
バッティカロアはケッペンの気候区分で乾燥したモンスーンの気候であるサバナ気候に属す。その気候は年間を通じて温暖である。3月から5月にかけては平均最高気温は約32℃になり、これらの時期が年間を通して最も暑い季節となる。11月から2月までのモンスーンの時期には大量の降水が記録され、平均気温も15℃近く低下する。バッティカロアの年間の平均降水量は約1,400mmである。
| バッティカロア（1961年－1990年）の気候 | バッティカロア（1961年－1990年）の気候 | バッティカロア（1961年－1990年）の気候 | バッティカロア（1961年－1990年）の気候 | バッティカロア（1961年－1990年）の気候 | バッティカロア（1961年－1990年）の気候 | バッティカロア（1961年－1990年）の気候 | バッティカロア（1961年－1990年）の気候 | バッティカロア（1961年－1990年）の気候 | バッティカロア（1961年－1990年）の気候 | バッティカロア（1961年－1990年）の気候 | バッティカロア（1961年－1990年）の気候 | バッティカロア（1961年－1990年）の気候 | バッティカロア（1961年－1990年）の気候 |
| 月                                     | 1月                                    | 2月                                    | 3月                                    | 4月                                    | 5月                                    | 6月                                    | 7月                                    | 8月                                    | 9月                                    | 10月                                   | 11月                                   | 12月                                   | 年                                     |
| -------------------------------------- | -------------------------------------- | -------------------------------------- | -------------------------------------- | -------------------------------------- | -------------------------------------- | -------------------------------------- | -------------------------------------- | -------------------------------------- | -------------------------------------- | -------------------------------------- | -------------------------------------- | -------------------------------------- | -------------------------------------- |
| 平均最高気温 °C （°F）                 | 27.8 (82)                              | 28.6 (83.5)                            | 30.0 (86)                              | 31.6 (88.9)                            | 33.0 (91.4)                            | 34.0 (93.2)                            | 33.4 (92.1)                            | 33.1 (91.6)                            | 32.2 (90)                              | 30.9 (87.6)                            | 29.3 (84.7)                            | 28.1 (82.6)                            | 31.0 (87.8)                            |
| 平均最低気温 °C （°F）                 | 23.2 (73.8)                            | 23.6 (74.5)                            | 24.3 (75.7)                            | 25.3 (77.5)                            | 25.7 (78.3)                            | 25.6 (78.1)                            | 25.3 (77.5)                            | 25.1 (77.2)                            | 24.8 (76.6)                            | 24.3 (75.7)                            | 23.8 (74.8)                            | 23.5 (74.3)                            | 24.54 (76.17)                          |
| 降水量 mm （inch）                     | 210.3 (8.28)                           | 128.4 (5.055)                          | 89.0 (3.504)                           | 55.0 (2.165)                           | 39.3 (1.547)                           | 23.9 (0.941)                           | 41.4 (1.63)                            | 48.5 (1.909)                           | 67.0 (2.638)                           | 180 (7.09)                             | 349.6 (13.764)                         | 418.5 (16.476)                         | 1,650.9 (64.996)                       |
| 出典：WMO                              |                                        |                                        |                                        |                                        |                                        |                                        |                                        |                                        |                                        |                                        |                                        |                                        |                                        |

## 人口動態
バッティカロアはスリランカ最大の都市コロンボから314km離れた東海岸に位置する。2012年時点の人口は92,332人で、スリランカ・タミル、スリランカ・ムーア、シンハラ人、バーガー人、それに土着のヴェッダ人から構成される。

## 経済
バッティカロア周辺地域の主要産品は米とココナッツの2つで、バッティカロアの港は島を回る船舶の定期ルートの一つともなっている。スリランカ内戦以前はこの地域に大きなエビの養殖場も存在していた。内戦終結後は、観光産業が大きな潜在力を示している。
バッティカロアはスリランカの鉄道網の東海岸に向かう線の終点である。バッティカロア空港はスリランカ空軍の軍用空港とされている。